# Глухе (Мінська область)
Глухе (біл. вёска Глухое) — село в складі Червенського району Мінської області, Білорусь. Село підпорядковане Рованичівській сільській раді, розташоване в центральній частині області.